# ヴァルター・シーマナ

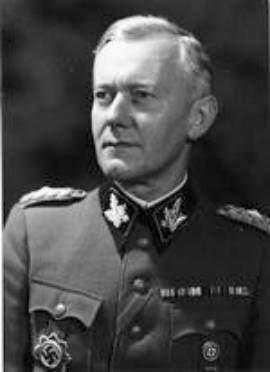
ヴァルター・シーマナ

ヴァルター・シーマナ（Walter Schimana、1898年3月12日 - 1948年9月12日）は、ナチス・ドイツの親衛隊（SS）の将軍。最終階級は親衛隊中将、武装親衛隊及び警察中将。

## 経歴

### ナチ党入党まで
オーストリア＝ハンガリー帝国のトロッパウで新聞編集者であるアントン・シーマナの息子として生まれる。 1905年にプラハの士官学校に入学、1908年12月に卒業してオーストリア＝ハンガリー陸軍に入隊した。1920年4月に少尉の階級で軍を去り、銀行員として働いた。

### ナチ党入党後
1926年12月7日に国家社会主義ドイツ労働者党に入党 (党員番号49,042)、同時に突撃隊にも入隊している。1926年12月7日から突撃隊第1小隊（ミュンヘン）に所属。1929年10月1日から突撃隊第10連隊配下の分隊指導者となり、突撃隊曹長となる。1930年5月に突撃隊第80小隊の指導者となり、11月22日に突撃隊少尉に昇進する。1931年3月からは突撃隊第2連隊指揮下の第1大隊の指導者となり、1932年8月から1933年5月まで突撃隊指導者学校「Kleinols」の校長を勤める。1933年5月に突撃隊第50連隊指揮下の第1大隊と突撃隊第230連隊指揮下の第3大隊の指導者に任命され、8月10日には突撃隊少佐へと昇進する。1934年3月に突撃隊集団「ドナウ」の特別任務幕僚となる。
1934年に防護警察に入り防護警察大尉となる。1936年4月1日には国家地方警察へと移り、国家地方警察少佐となる。1934年3月から1935年4月までヴァルデンブルクの突撃隊憲兵隊隊員となる。1936年4月に秩序警察長官付幕僚となり、1938年4月よりウィーン警察署長付幕僚となる。

### 親衛隊入隊
1939年8月15日に親衛隊大佐の階級で親衛隊（SS）に入隊（隊員番号337,753）。1939年8月15日から親衛隊第11地区壮丁隊員となる。1941年2月から1942年7月まで親衛隊人事本部に所属する。1942年1月から1944年10月まで親衛隊全国指導者個人幕僚部員となる。1940年にズールの国家地方警察学校校長となり、11月には国家地方警察自動車校長司令官となっている。
1941年9月4日から 「中央ロシア及び白ロシア」親衛隊及び警察高級指導者指揮下の「サラトフ」親衛隊及び警察指導者に任じられる。12月には第137歩兵師団指揮下の戦闘団司令官となっている。11月30日より「中央ロシア」親衛隊及び警察高級指導者指揮下の親衛隊及び警察指導者となる。1942年1月から7月まで警察連隊「ミッテ」司令官を務める。7月13日より第13警察連隊司令官に任じられ、21日からは「白ロシア」親衛隊及び警察指導者代理及び親衛隊守備隊司令官に任じられる。
1943年6月30日よりSS防衛師団「ガリーツィエン」師団長に任じられる。3月26日から戦闘団「シーマナ」司令官となり、ミンスクとボリソフにおける対パルチザン戦に参加した。10月18日にユルゲン・シュトロープの後任として「ギリシャ」親衛隊及び警察高級指導者に任命されギリシャ・ユダヤ人の追放に尽力した。1944年10月5日より「ドナウ川」親衛隊及び警察高級指導者、親衛隊上級地区「ドナウ」指導者に任じられる。

### 最期
戦後連合軍により逮捕され、ザルツブルクの刑務所に拘留される。1948年9月12日に裁判にかけられる前に自殺した。 

## キャリア

### 階級
- 1929年10月1日、突撃隊曹長
- 1930年11月22日、突撃隊少尉
- 1933年8月10日、突撃隊少佐
- 1934年、防護警察大尉
- 1935年3月31日、突撃隊中佐
- 1936年4月1日、国家地方警察少佐
- 1938年、突撃隊大佐
- 1939年8月15日、親衛隊大佐
- 1940年11月、警察中佐
- 1941年12月9日、警察大佐
- 1942年7月1日、親衛隊上級大佐
- 1942年11月9日、親衛隊少将及び警察少将
- 1943年7月14日、武装親衛隊少将
- 1944年4月20日、親衛隊中将、武装親衛隊及び警察中将

### 受章歴
- 鉄十字勲章
  - 二級鉄十字章
  - 一級鉄十字章
- ドイツ十字章
  - 金章（1943年8月7日）
- 戦功十字章
  - 二級剣付戦功十字章
- 黄金ナチ党員バッジ
- 親衛隊名誉リング
- ドイツスポーツ勲章（ドイツ語版）
  - 金章
- SAスポーツ勲章（ドイツ語版）
  - 金章